# Battaglia di Pteria
Nella battaglia di Pteria (greco antico: Πτερία) nel 547 a.C., i persiani di Ciro il Grande combatterono una battaglia senza esito contro i Lidi di Creso, costringendo però Creso a ritirarsi ad ovest del suo regno.

## Battaglia
Creso condusse oltre il fiume Halys il suo esercito, penetrando nella provincia della Cappadocia, saccheggiando l'intera regione. Ciro, avvertito dei movimenti del nemico, avanzò per fermare l'invasione Lidia, nell'autunno del 547 a.C.. La battaglia avvenne nell'inverno 547/546 a.C. nei pressi della cittadella di Pteria, una roccaforte persiana presso il fiume Halys. La battaglia ebbe un esito incerto, ma la ritirata successiva dell'esercito di Creso potrebbe essere considerata come una vittoria strategica per i persiani. In seguito al combattimento, infatti, Creso preferì ritirarsi verso la città di Sardi, capitale della Lidia, per raccogliere le sue forze, mentre il Re dei Re non dava tregua al nemico, vincendo poi nella battaglia di Thymbra.
Negli ultimi decenni la storiografia tradizionale di questo periodo, basata quasi esclusivamente su Erodoto, è stata sottoposta a critiche e revisioni, basate su una rilettura più accurata delle fonti Neobabilonesi. Questi studi tendono a posporre di alcuni anni la conquista della Lidia (546 a.C.) e ad attribuire al 547 a. C. la conquista di Urartu, un regno a nordest dell'Anatolia, probabilmente vassallo dei Medi.